# You Never Walk Alone
Albums de BTS
The Best of BTS (Korea Edition)
(2017) Love Yourself: Her
(2017)
Singles
1. 봄날 (Spring Day)
Sortie : 13 février 2017
2. Not Today
Sortie : 20 février 2017

You Never Walk Alone ou Wings: You Never Walk Alone est la réédition de l'album Wings du boys band sud-coréen BTS sorti le 13 février 2017 avec le clip du titre promotionnel Spring Day. Celui-ci comptabilise 9 447 661 vues en 24 heures. Le clip de Not Today sort une semaine plus tard et totalise 10 979 502 vues les premières 24 heures. On y retrouve, en plus des titres de l'album précédent et des deux singles précédents Outro: Wings et A Supplementary Story : You Never Walk Alone. 
Spring Day est élu meilleur clip vidéo de l'année aux 2017 Mnet Asian Music Awards et chanson de l'année aux 2017 MelOn Music Awards.

## Liste des pistes
| 1.    | Intro: Boy Meets Evil                                                                        | Pdogg, J-Hope, RM                                                                  | Pdogg                                        | 2:01 |
| 2.    | 피 땀 눈물 (Blood, Sweat & Tears)                                                            | Pdogg, RM, Suga, J-Hope,"Hitman" Bang, Kim Do-hoon                                 | Pdogg                                        | 3:37 |
| 3.    | Begin (Solo de Jungkook)                                                                     | Tony Esterly, David Quinones, RM                                                   | Pdogg                                        | 3:49 |
| 4.    | Lie (Solo de Jimin)                                                                          | DOCSKIM, SUMIN, "Hitman" Bang, Jimin, Pdogg                                        | DOCSKIM                                      | 3:35 |
| 5.    | Stigma (Solo de V)                                                                           | Philtre, V, Slow Rabbit, "Hitman" Bang                                             | Philtre                                      | 3:36 |
| 6.    | First Love (Solo de Suga)                                                                    | Miss Kay, Suga                                                                     | Miss Kay, Suga                               | 3:09 |
| 7.    | Reflection (Solo de RM)                                                                      | RM, Slow Rabbit                                                                    | RM, Slow Rabbit                              | 3:53 |
| 8.    | MAMA (Solo de J-Hope)                                                                        | Primary, J-Hope, Pdogg                                                             | Primary, Pdogg                               | 3:32 |
| 9.    | Awake (Solo de Jin)                                                                          | Slow Rabbit, Jin, J-Hope, June, Pdogg, RM, "Hitman" Bang                           | Slow Rabbit                                  | 3:46 |
| 10.   | Lost                                                                                         | Pdogg, Supreme Boi, Peter Ibsen, Richard Rawson, Lee Paul Williams, RM, June       | Pdogg                                        | 4:01 |
| 11.   | BTS Cypher 4                                                                                 | Chris 'Tricky' Stewart, Medor J. Pierre, RM, J-Hope, Suga                          | Chris 'Tricky' Stewart, Medor J. Pierre      | 4:55 |
| 12.   | Am I Wrong (sample/cover de Keb' Mo')                                                        | Sam Klempner, James Reynolds, Josh Wilkinson, RM, Supreme Boi, Gaeko, Pdogg, ADORA | Sam Klempner, James Reynolds, Josh Wilkinson | 3:33 |
| 13.   | 21세기 소녀 (21st Century Girls)                                                             | Pdogg, "Hitman" Bang, RM, Supreme Boi                                              | Pdogg                                        | 3:12 |
| 14.   | 둘! 셋! (그래도 좋은 날이 더 많기를) (Two! Three! (Still Wishing There Will Be Better Days)) | Slow Rabbit, Pdogg, "Hitman" Bang, RM, J-Hope, Suga                                | Slow Rabbit, Pdogg                           | 4:32 |
| 15.   | 봄날 (Spring Day)                                                                            | Pdogg, RM, ADORA, Bang Sihyuk, Arlissa Ruppert, Peter Ibsen, Suga                  | Pdogg                                        | 4:34 |
| 16.   | Not Today                                                                                    | Pdogg, Bang Sihyuk, RM, Supreme Boi, June                                          | Pdogg                                        | 3:52 |
| 17.   | Outro: Wings                                                                                 | Pdogg, ADORA, RM, J-Hope, Suga                                                     | Pdogg                                        | 3:45 |
| 18.   | A Supplementary Story : You Never Walk Alone                                                 | Pdogg, Bang Sihyuk, RM, Suga, J-Hope, Supreme Boi                                  | Pdogg                                        | 2:36 |
| 65:58 |                                                                                              |                                                                                    |                                              |      |

## Classements
| Classements (2017)                     | Meilleure position |
| -------------------------------------- | ------------------ |
| Corée du Sud (Gaon Chart)              | 1                  |
| États-Unis (Billboard 200)             | 61                 |
| États-Unis Billboard World (Billboard) | 3                  |

| Classements                                | Meilleure position |
| ------------------------------------------ | ------------------ |
| Canada (Hot 100)                           | 100                |
| États-Unis World Digital Chart (Billboard) | 1                  |

| Classements                                | Meilleure position |
| ------------------------------------------ | ------------------ |
| Canada (Hot 100)                           | 77                 |
| États-Unis World Digital Chart (Billboard) | 1                  |

## Ventes et certifications
| Album             | Ventes    |
| ----------------- | --------- |
| Corée du Sud Gaon | 1 003 252 |

## Historique de sortie
| Pays         | Date            | Format                       | Label                 |
| ------------ | --------------- | ---------------------------- | --------------------- |
| Corée du Sud | 13 février 2017 | CD, téléchargement numérique | Big Hit Entertainment |
| Mondial      | 13 février 2017 | Téléchargement numérique     | Big Hit Entertainment |